# Ramón J. Sender
Ramón José Sender Garcés (ur. 3 lutego 1901 w Chalamera de Cinca, zm. 16 stycznia 1982 w San Diego) – hiszpański pisarz, eseista i dziennikarz. Po hiszpańskiej wojnie domowej przebywał emigracji. Osiadł na stałe w Stanach Zjednoczonych.

## Życiorys
Urodzony jako najstarszy z 19 dzieci José seniora i Andrei Garcés Laspalas w Chalamera de Cinca, w prowincji Huesca w Aragonii. Nieporozumienia z głęboko katolickim ojcem są wymieniane przez jego biografa, Charlesa Kinga, jako możliwa przyczyna wystąpień anarchistycznych w późniejszym życiu pisarza. Pierwszą nagrodę literacką zdobył w wieku 15 lat, za opowiadanie opublikowane w lokalnej gazecie w Saragossie. Dwa lata później jego nowela zwyciężyła w konkursie organizowanym przez dziennik Lecturas w Barcelonie. W 1917 roku rozpoczął pracę jako sprzedawca w aptece w Alcañiz, następnie ukończył szkołę katolicką w Teruel i wstąpił na wydział prawa Uniwersytetu Madryckiego. W 1923 roku został powołany do armii, uczestniczył w wojnie w Maroku. Rok później został zwolniony z wojska i rozpoczął pracę jako dziennikarz – dołączył do redakcji dziennika El Sol jako krytyk literacki i redaktor. W 1927 został aresztowany na trzy miesiące i przetrzymywany bez wyroku, w ramach represji podczas dyktatury Miguela Primo di Rivera. W 1930 roku zakończył współpracę z El Sol, jego eseje i artykuły zaczęły ukazywać się w różnych hiszpańskich dziennikach. Publikował również sztuki teatralne, nowele i samodzielne eseje. 7 stycznia 1934 roku poślubił Amparo Barayón. Mieli razem dwójkę dzieci, urodzonych w latach 1935 i 1936.

## Twórczość
Autor m.in. powieści nawiązujących do wydarzeń wojny domowej, powieści psychologiczno-obyczajowych, fantastycznych, a także sztuk teatralnych, esejów i wspomnień.

## Wybrane dzieła
- Imán (1930)
- Siete domingos rojos (1932)
- Mr. Witt en el cantón (1935)
- El lugar de un hombre (1939, wyd. pol. Miejsce człowieka, 1969)
- Mexicayotl (1940)
- Crónica del alba (1942)
- La esfera (1947)
- El rey y la reina (1947, wyd. pol. Król i królowa, 1991)
- Mosén Millán (1953)
- Bizancio (1956)
- Requiem por un campesino español (1960, wyd. pol. Requiem dla hiszpańskiego chłopa, 1969)
- El bandido adolescente (1965)
- La aventura equinocial de Lope de Aguirre (1969, wyd. pol. Z życia Ignacia Morel, 1978)
- Zu, el ángel anfibio (1970, wyd. pol. Zu, pływający anioł, 1976)